# Konstantín von Kaufman

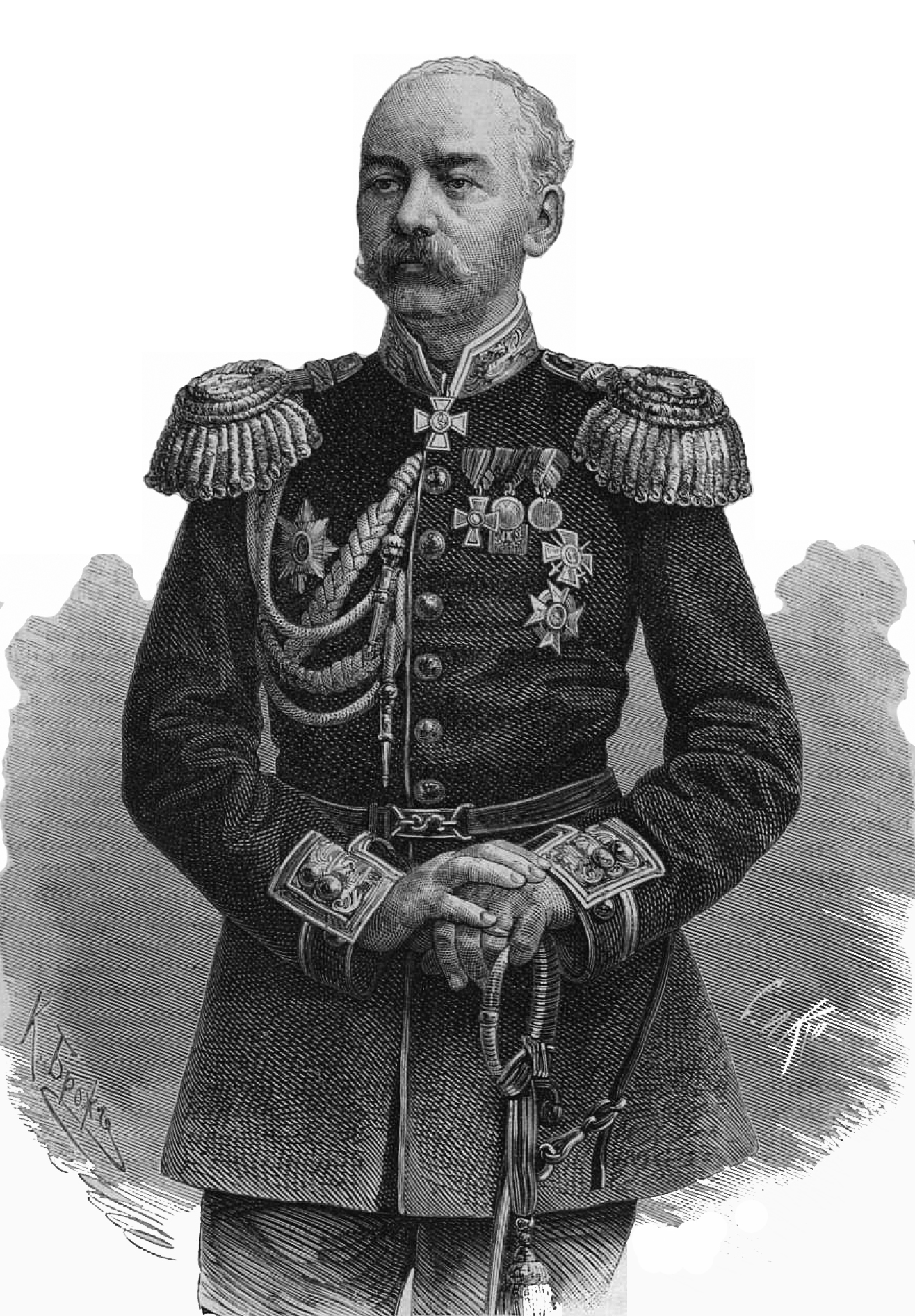
Retrato de uniforme de Konstantín von Kaufman.

Konstantín Petróvich von Kaufman (en ruso Константин Петрович фон-Кауфман Konstantín Petróvich fon-Kaufman) (1818, Taskent - 17 de mayo de 1882) fue un militar y político del Imperio ruso, que fue el primer gobernador general del Turquestán ruso.

## Primeros años
Von Kaufmann nació en una familia era de origen austríaco, pero que había estado al servicio del Imperio ruso desde hacía más de 100 años, habiéndose convertido además desde mucho tiempo atrás al credo de la Iglesia ortodoxa rusa. Estudió en un instituto de San Petersburgo y a partir de 1844 sirvió en el Cáucaso.

## Carrera militar y política
Von Kaufmann entró en el campo de ingeniería militar en 1838, sirvió en las campañas del Cáucaso, fue promovido al rango de coronel, y mandó a los zapadores en la batalla de Kars en 1855. En la capitulación de Kars se dispuso que él presentara los términos de la capitulación con el General William Fenwick Williams.
En 1861, fue nombrado director general de ingenieros en el ministerio de la Guerra, asistiendo al General Dimitri Alexeïevitch Milioutin, entonces ministro de Guerra, en la reorganización del ejército imperial. 

### Conquista del Turquestán
En 1867, se hizo Gobernador General de Turkestán, y ocupó el puesto hasta su muerte, haciéndose un nombre en la extensión del Imperio en Asia Central. El Kanato de Kokand al norte del Syr Darya había sido anexado ya a Rusia, y la independencia del resto de aquel país se hizo simplemente nominal. Él llevó a cabo una campaña acertada en 1868 contra el Emirato de Bujara, capturando Samarcanda y gradualmente sojuzgando el país entero.
En 1872-1873, él atacó el Kanato de Jiva, tomó la capital, y obligó al jan a hacerse vasallo de Rusia. Entonces siguió en 1875 la campaña contra Kokand, en el cual Kaufmann derrotó al jan usurpador, Nasreddin, después de un levantamiento antirruso contra la regla anterior, Judoyar. La ficción de la independencia de Kokand terminó, y la parte restante del Kanato en el Valle Ferghana fue anexionada. Esta absorción rápida de estos janatos llevó a Rusia a la proximidad a Afganistán, y la recepción de los emisarios de Kaufmann por el emir fue una causa principal de la guerra británica con Afganistán en 1878.
En Taskent, el general Kaufmann creó la biblioteca pública, actual biblioteca nacional de Uzbekistán, en esta ciudad murió el 17 de mayo de 1882, y fue enterrado donde se encuentra la plaza Kaufmann con su monumento. Siete años más tarde, una vez construida la catedral militar, se enterró sus restos en el muro sur.